# Паталеница
Паталеница е село в Южна България. То се намира в община Пазарджик, област Пазарджик.

## География
Село Паталеница се намира на 15 км югозападно от град Пазарджик и след обединението си със село Баткун през 1955 г. се превръща в едно от най-големите села по северната страна на Родопския рид Къркария. Древните жители на региона са оценявали стратегическото значение на тези селища, разположени в началото на пътя между Тракия, речното корито на Чепинска река и долината на река Места. Край селото тече река Ерменска, за която се споменава и в книгата на географа проф. Иван Батаклиев „Пазарджик и Пазарджишко“, София, 1969, с.72. Най-близките села наоколо са Црънча (2 км югоизточно), Дебращица (5 км югоизточно), Ветрен дол (6 км) и Варвара (6 км), а зад билото на Родопския рид Каркария – село Дорково.
В наше време село Паталеница продължава да привлича със своята магия и с кристално чистия си въздух и природа.

## История
Паталеница е възникнала през средните векове, а Баткун е било селище с уредба като гръцките градове, в което е имало храм на Аполон. През Средновековието Баткунската крепост, позната и като Баткунион, е била най-големият град в Пазарджишко, наричан във византийските хроники „Блестящ и богат“. Оттам са минали и войските на Филип и Александър Македонски. Днес до Баткун могат все още да се видят останките от светилището на Асклепий Земидренски датирано към I-IV век. В него са открити оброчни плочки на тракийския бог Херос, статуетки, жертвеник и много монети. Археологическите находки се съхраняват в Регионален исторически музей в Пазарджик.
От близкия манастир произхожда Баткунска хроника, свидетелстваща за насилията при налагането на исляма в Родопите.
През 1955 година към Паталеница е присъединено близкото село Баткун.

## Културни и природни забележителности
- Баткунски манастир „Св. св. Петър и Павел“ – основан през XII век. В него се намира скривалище на Васил Левски. Левски е основал тук местния революционен комитет.
- Баткунската крепост – „Баткунион“
- Църквата „Свети Димитър“ – от XII век
- Народно читалище „Св. Пантелеймон – 1909“
- Светилището на Асклепий Земидренски
- Църквата „Успение на Пресвета Богородица“ в Паталеница
- Църквата „Света Богородица“ в Баткун
- Параклис „Свети Георги“
- Паметникът с шадравана
- Късноантична и средновековна крепост на връх Тепето
- Малката крепост на връх Калето

- Баткунски манастир „Св. св. Петър и Павел“
- Църквата „Свети Димитър“

## Редовни събития
- Патронът на селото е Свети Пантелеймон – 27 юли.
- От 1999 насам, в Паталеница всяко лято в края на юли Шекспирова театрална школа „Петровден“ представя своите летни Шекспирови проекти. От 2017 година има и гостуващи представления на български театри и студенти от НАТФИЗ.

## Други
- В Паталеница е запазен обичай в чест на свети Георги агнетата да се пекат на открито по улиците.
- На Баткун е наречена улица в квартал „Хаджи Димитър“ в София (Карта).